# System Shock 2
System Shock 2 est un jeu vidéo, mélangeant des éléments de jeu de rôle, de jeu de tir à la première personne et de survival horror, co-développé par Looking Glass Studios et Irrational Games et publié par Electronic Arts le 11 août 1999. D’abord conçu comme un standalone, le jeu devient une suite de System Shock à la demande d’Electronic Arts qui détient à l’époque les droits sur la franchise. L’action du jeu se déroule dans un vaisseau spatial en 2114, le joueur incarnant un soldat tentant d’endiguer l’épidémie ayant dévasté le vaisseau. Comme dans System Shock, son gameplay mélange des phases de combats et d’exploration et incorpore des éléments de jeu de rôle permettant notamment de développer des capacités spéciales.
À sa sortie, le jeu est bien reçu par la presse spécialisée mais est un échec commercial. Il reste cependant reconnu pour son influence sur le genre, certaine critiques estimant qu’il était en avance sur son temps.  Il est ainsi inclus dans de nombreux classement des meilleurs jeux de tous les temps. Sa suite spirituelle, baptisé BioShock et développé par Irrational Games, a connu un important succès critique et commercial à sa sortie en 2007.
En 2013, Night Dive Studios parvient à récupérer les droits sur la franchise System Shock avec pour objectif de publier un nouvel opus. Une suite fidèle à l'esprit du premier épisode, intitulé System Shock 3, est en cours de développement par Otherside entertainement .

## Trame
42 ans après les événements de System Shock, le monde a quelque peu changé et l’énorme consortium TriOptimum a largement perdu de son influence et de son pouvoir face à une junte militaire, l’UNN (United Nations Nominate). Une technologie permettant d’aller plus vite que la lumière a été découverte. Un vaisseau, le Von Braun, a été construit à cet effet par le TriOptimum. En 2114, une expédition est sur le point d’être lancée sous la lourde surveillance de l’UNN et d’un vaisseau militaire littéralement attaché au Von Braun, le Rickenbacker. Le joueur incarne un soldat de l’UNN lors de cette expédition. Plusieurs mois après le départ de l’expédition et alors que les tensions entre équipages militaires et civils grandissent, un appel de détresse est perçu provenant d’une planète inhabitée.
Le joueur se réveille une semaine après l’expédition de reconnaissance pour se rendre compte qu’il a été opéré pour avoir des implants militaires, qu’il a perdu sa mémoire et pire, que le Von Braun semble avoir subi de très sérieux problèmes puisque le seul survivant et humain semble justement être le joueur.

## Système de jeu
Comme System Shock, System Shock 2  mélange des éléments de jeu de rôle et de survival horror. Le jeu se présente comme un jeu de tir à la première personne auquel viennent se greffer des éléments caractéristiques des jeux vidéo de rôle comme un système de progression du personnage. Pour combattre ses ennemis, le joueur utilise des armes de corps à corps et des armes à feu, le système d’  expérience lui permettant de débloquer des capacités spéciales. Le joueur explore les environnements en vue à la première personne, l’affichage tête haute affichant des informations sur son personnage et ses armes, une carte et son inventaire. 
Le background du jeu est expliqué progressivement au joueur par l’intermédiaire d’enregistrements audio, de messages électroniques et de rencontre avec des apparitions fantomatiques. Au début du jeu, le joueur choisit une carrière au sein d’une des trois branches de l’organisation militaire dont il fait partie. Chaque branche lui donne un ensemble de bonus répartis entre différentes compétences qu’il peut ensuite développer comme il le souhaite. Le Marine est ainsi un spécialiste des armes lourdes, l’officier de la Navy est spécialisé dans la réparation et le piratage d’ordinateur et l’agent OSA dispose dès le départ d’une batterie de pouvoir psychiques,. Le joueur peut améliorer ses compétences grâces à des modules cybernétiques, obtenus en complétant des objectifs, qu’il peut ensuite dépenser dans des unités de « cyber-upgrade » pour obtenir des compétences améliorées,. Une monnaie d’échange, les « nanites », peut être utilisée pour acheter des objets via des distributeurs, incluant des munitions ou des trousses de soin. Des unités de reconstitution peuvent être activées afin qu’elle ressuscite le personnage principal si ce dernier meurt dans leur secteur. Dans le cas contraire, le joueur doit charger une partie précédemment sauvegardée. Le joueur peut pirater certains dispositifs, comme des digicodes afin d’accéder à de nouvelles zones ou des distributeurs afin de bénéficier de réduction. Lorsqu’il tente un piratage, le joueur se voit proposer un mini-jeu dans lequel il doit connecter un réseau de nœuds afin de réussir son piratage. Alternativement, un dispositif électronique lui permet de réussir un piratage automatiquement et quelle que soit sa difficulté.
Au cours du jeu, le joueur peut obtenir différents types d’armes incluant des armes blanches, des pistolets, des fusils et des armes extraterrestres. À l’exception des armes de corps à corps, les armes se dégradent quand le joueur les utilise et elles finissent par se casser si elles ne sont pas réparées régulièrement. Outre les armes, de nombreuses munitions sont disponibles dans le jeu, chacune étant plus ou moins efficace contre les différents ennemis. Les êtres vivants sont par exemple vulnérables aux mines anti-personnel alors que les créatures mécaniques le sont contre les balles perforantes. Les munitions étant rares, le joueur doit les utiliser avec parcimonie et soigneusement explorer les différentes zones pour en retrouver. Le jeu inclus également un système de recherche. Lorsque le joueur rencontre de nouveaux ennemis, il peut ainsi récupérer leurs organes qu’il peut ensuite combiner avec des produits chimiques afin d’en savoir plus sur ces derniers et ainsi gagner en efficacité lorsqu’il les combats.  De la même manière, certaines armes et objets extraterrestres ne peuvent être utilisés qu’après avoir été étudiés. Outre les armes, le joueur peut également combattre ses ennemis grâce à des pouvoirs psychiques, comme l’invisibilité, les boules de feu ou la téléportation, qu’il peut apprendre en progressant dans le jeu.

## Développement
Le développement du jeu débute en 1997 lorsque  Looking Glass Studios approche Irrational Games avec l’idée de co-développer un nouveau titre. Ils souhaitent à l’époque créer un nouveau jeu vidéo de rôle dans la lignée d’Ultima Underworld mais se déroulant dans un univers de science-fiction comme celui de System Shock. Considérant que celui-ci a souffert de la comparaison avec Doom, ils décident de s’éloigner autant que possible de ce dernier en enrichissant sa dimension jeu de rôle et en y intégrant un environnement persistant,. Le jeu est au départ baptisé Junction Point et son scénario rappelle le roman Au cœur des ténèbres, le joueur étant chargé d’assassiner un commandant de vaisseau spatial devenu fou,. Le jeu est alors proposé à plusieurs éditeurs jusqu’à ce qu’Electronic Arts –  qui détient les droits sur la licence System Shock – propose d’en faire une suite de ce dernier. L’équipe de développement accepte, Electronic Arts devient l’éditeur du jeu et le scénario est retravaillé afin de rester fidèle à la franchise. Electronic Arts ayant fixé un délai d’un an pour terminer le jeu, l’équipe décide d’utiliser le Dark Engine, le moteur de jeu utilisé pour Dark Project : La Guilde des voleurs, afin de gagner du temps. Au total, le développement du jeu a nécessité 18 mois de travail et 1,7 million d’USD.

## Versions
Une version de démonstration du jeu, incluant un tutoriel et un tiers de la première mission, est publiée le 2 août 1999. Le jeu est publié neuf jours plus tard, le 11 août 1999. Un patch, ajoutant notamment un mode coopératif et de nouvelles options, est publié un mois plus tard. Une version Dreamcast du jeu est initialement prévue mais celle-ci est finalement annulée.

## Accueil
| System Shock 2        |      |       |
| Média                 | Nat. | Notes |
| AllGame               | US   | 4/5   |
| Edge                  | US   | 8/10  |
| GameSpot              | US   | 85 %  |
| Gen4                  | FR   | 6/6   |
| IGN                   | US   | 9/10  |
| Joystick              | FR   | 91 %  |
| PC Gamer              | US   | 95 %  |
| Compilations de notes |      |       |
| Metacritic            | US   | 92 %  |
| GameRankings          | US   | 92 %  |

## Suite
Depuis sa sortie, System Shock 2 est considéré comme un jeu « culte » et de nombreux fans en réclament une suite. Le 9 janvier 2006, la révélation par le site GameSpot qu’Electronic Arts a redéposé la marque System Shock donne ainsi lieu à nombreuses spéculations concernant le développement d’une suite,,. Trois jours plus tard, le magazine Computer and Video Games rapporte ainsi qu’un nouvel opus est bien en préparation mais l’information n’est pas confirmée par EA. En septembre de la même année, le magazine PC Gamer UK révèle que c’est l’équipe ayant développé Le Parrain − EA Redwood Shores − qui serait chargée de concevoir cette suite. Cette dernière ne verra jamais le jour, EA laissant son enregistrement de la marque aller jusqu’à expiration. EA Redwood Shores publie cependant Dead Space en 2008, ce dernier partageant de nombreuses similarités avec la série System Shock. Après avoir acquis les droits de la franchise System Shock, Night Dive Studios annonce en novembre 2015 qu’il envisage de développer un troisième opus de la série. Un mois après, le studio OtherSide Entertainment fondé par Paul Neurath – l’un des créateurs de Looking Glass Studios – annonce avoir commencé à développer le jeu, les droits leur ayant été cédé par Night Dive Studios. Warren Spector, le producteur du premier System Shock, annonce en février 2016 avoir rejoint OtherSide Entertainment pour travailler sur le projet. Le jeu, intitulé simplement System Shock 3, est une suite fidèle à l'esprit du premier épisode. De son côté, Night Dive Studios développe un remake du premier opus.